# РБ Лайпциг
Разен Балшпорт Лайпциг (на немски: RasenBallsport Leipzig), по-популярен като РБ Лайпциг, е немски спортен клуб от град Лайпциг. Отборът е основан на 19 май 2009 година, и е собственост на австрийския енергиен гигант Ред Бул. Играе домакинските си мачове на стадион Централщадион.

## История
Разен Балшпорт е петият футболен проект на компания Ред Бул, след австрийския Ред Бул Залцбург, американския Ню Йорк Ред Булс, бразилския Ред Бул Бразил (Кампинас) и ганайския Ред Бул Гана.
Преди да реши да инвестира в Лайпциг, компания Ред Бул проучва възможностите за инвестиция в Хамбург, Мюнхен, Дюселдорф, както и други градове в Германия. Първият опит на Ред Бул да навлезе във футбола в Лайпциг е през 2006 г. Тогава биват проведени разговори с ръководството на четвъртодивизионния Заксен Лайпциг, като първоначалните планове на компанията са да бъдат направени инвестиции в размер на 50 милиона евро. Сделката е почти постигната, но Германската футболна федерация отказва да даде лиценз на отбора. След месеци на протести на фенове, компания Ред Бул официално се отказва от плановете си.
По-късно австрийската компания влиза в контакт с ръководството на Санкт Паули, като до сделка не се достига, отново поради масови фенски протести. След това компанията преговаря с Мюнхен 1860, но борда на директорите на отбора прекратява едностранно преговорите.
Впоследствие компанията планира да инвестира във Фортуна Дюселдорф, но за пореден път масовите протести на фенове, в съчетание със законови пречки, провалят следката.
След това Ред Бул отново се връща в Лайпциг. Градът е един от футболните центровете на бившата Германска демократична република, но в тогавашния момент е единственият голям град в Германия, който няма футболен отбор в Първа или Втора Бундеслига. Решено е да не бъде закупуван вече съществуващ отбор, за да бъдат избегнати законови пречки и протести на фенове. Закупен е лиценза на ССВ Марканщат, като официалната цена на сделката не е обявена, но се предполага, че е около 350 000 евро.
Разен Балшпорт Лайпциг е официално основан на 17 май 2009 година. През първия сезон на съществуването си играе в Оберлига Север – петото ниво на германския клубен футбол, като става шампион още през първия си сезон, печелейки промоция за Регионал Лига Североизток. През първите си два сезона в Регионал Лига е близо до спечелването на промоция, но остава съответно на 4–то и 3–то място. След това за треньор е назначен Александер Цорнигер. Под неговото ръководство отборът не допуска нито една загуба през сезон 2012/13, и печели промоция за Трета лига, която се оказва по-лесно преодолимо препятствие по пътя към Първа Бундеслига. Отборът завършва на второ място още през първия си сезон в Трета лига, като си спечелва правото на участие във Втора Бундеслига през следващия сезон. В първия си сезон във Втора Бундеслига отборът се представя силно, но завършва на 5–то място, на 8 точки от зоната на баражите. След края на сезона за треньор е назначен тогавашният спортен директор на отбора – Ралф Рангник. Под негово ръководство РБ Лайпциг затвърждава добрите си игри от предишния сезон и завършва на второ място през сезон 2015/16, с което най-накрая печели така желаната промоция за Първа Бундеслига. РБ извървява пътя от Оберлигата (пета дивизия) до Първа Бундеслига за само седем години, което е прецедент в историята на германския футбол. Дебютният сезон на РБ Лайпциг в Първа Бундеслига започва впечатляващо, като след първите 9 кръга отборът заема втората позиция, без да допусне загуба. За треньор е привлечен Ралф Хазенхютл, ръководил през миналия сезон Инголщат 04. В един момент от сезона Лайпциг дори е лидер в класирането, а накрая завършва на второ място след Байерн Мюнхен. Така отборът се класира за първи път в историята си за Шампионската лига.
Преди началото на сезон 2017/18 Ралф Рангник отново става треньор на отбора, след като Раф Хазенхютъл поема Саутхямптън. Рангник обявява, че ще води отбора само през този сезон. Лайпциг правят стабила кампания, завършвайки на 3-то място, което им гарантира ново участие в Шампионската лига през следващия сезон. В турнира за Купата на Германия „бикове“ достигат финал, който губят с 0:3 от Байерн Мюнхен.

## Стадион
Първоначално отборът играе домакинските си мачове на „Стадион ам Бад“ в Марканщад, като преди това домакинските си мачове там игре ССВ Марканщад. През 2011 г., след като промоцията за четвърта дивизя е спечелена, отборът се премества да играе домакинствата си на стадион Централщадион, който впоследствие е преименуван на Ред Бул Арена.

## Състав

### Настоящ състав
Към 2 февруари 2021 г.

## Треньори
| №  | Треньор             | От                  | До                  | Дни  | Успехи | Успехи                                |
| -- | ------------------- | ------------------- | ------------------- | ---- | ------ | ------------------------------------- |
| 1. | Тино Вогел          | 1 юли 2009 г.       | 30 май 2010 г.      | 333  | 1      | 1х Оберлига Север                     |
| 2. | Томас Орал          | 1 юли 2010 г.       | 30 юни 2011 г.      | 364  |        |                                       |
| 3. | Петер Пакулт        | 1 юли 2011 г.       | 30 юни 2012 г.      | 365  |        |                                       |
| 4. | Александер Цорнигер | 1 юли 2012 г.       | 10 февруари 2015 г. | 984  | 2      | 1х Регионал лига Север, 1х Трета лига |
| 5. | Аким Бейерлорцер *  | 11 февруари 2015 г. | 30 юни 2015 г.      | 139  |        |                                       |
| 6. | Ралф Рангник        | 1 юли 2015 г.       | 30 юни 2016 г.      | 365  | 1      | 1х Втора Бундеслига                   |
| 7. | Ралф Хазенхютл      | 1 юли 2016 г.       | 16 май 2018 г.      | 684  |        |                                       |
| 8. | Ралф Рангник        | 9 юли 2018 г.       | 30 юни 2019 г.      | 356  |        |                                       |
| 9. | Юлиан Нагелсман     | 1 юли 2019 г.       | настоящ             | 2229 |        |                                       |

* временен треньор

## Трофеи

### Първенство
- Втора Бундеслига – второ място (1) – 2015 – 16
- Трета лига – второ място (1) – 2013 – 14
- Регионал лига Североизток – Шампион (1) – 2012 – 13
- Оберлига Север – Шампион (1) – 2009 – 10

### купа на Германия
- купа на Германия - шампион

(1)-2022-23

### суперкупа на Германия
- суперкупа на Германия - шампион (1)-2022-23

## Критики
РБ Лайпциг предизвиква множество полемики в Германия.